# 2618 Coonabarabran
A 2618 Coonabarabran (ideiglenes jelöléssel 1979 MX2) a Naprendszer kisbolygóövében található aszteroida. Eleanor F. Helin, Schelte J. Bus fedezte fel 1979. június 25-én.